# Allopachria froehlichi
Allopachria froehlichi är en skalbaggsart som beskrevs av Wewalka 2000. Allopachria froehlichi ingår i släktet Allopachria och familjen dykare. Inga underarter finns listade i Catalogue of Life.